# Église Saint-Pierre-Claver de Montréal
Pour les articles homonymes, voir Église Saint-Pierre-Claver.
L'église Saint-Pierre-Claver est une église catholique du quartier Plateau Mont-Royal à Montréal. L'église est fondée en 1915 et l'édifice s'élève dès cette même année pour être achevé en 1917. L'église est située au 2000, boulevard Saint-Joseph Est.

## Histoire
L'église est fondée par les pères jésuites en l'honneur de saint Pierre Claver (1580-1654), lui-même jésuite, et fêté le 9 septembre.
Les architectes Joseph Venne et Jean-Omer Marchand furent responsables des plans et de la construction achevée en 1917.

## Architecture
L'église, de style néo-Renaissance d'inspiration italienne, comprend une nef à trois vaisseaux, une chapelle extérieure, un baptistère, ainsi que deux clochers en forme de tour carrée qui encadrent le portail de l'édifice, orné d'une rosace contemporaine en façade et doté d'un porche percé de trois portes monumentales. L'église, qui accueille les visiteurs grâce à un parvis d'une grande simplicité, est flanquée, à l'ouest, par un imposant presbytère, dont le parement de pierre grise s'harmonise avec celui de l'édifice sacré.
À l'intérieur, le plan au sol est une croix latine avec chœur en saillie abside en hémicycle. 
L'orgue, installé en 1937, provient de la maison québécoise de facteurs d'orgue Casavant Frères. Les vitraux du baptistère, d'une grande qualité, dateraient de 1938. Le décor peint, œuvre de Madeleine Delfosse, est réalisé en 1947.
Le fer forgé ornemental provient de l'artiste Pancrace Balangero. Il y a plusieurs de ses œuvres à travers l'église: les portes du baptistère au motif déco et rehaussée de bronze, les cadres des vitraux derrière le baptistère, les traverses des portes à l'arrière du sanctuaire, des chandeliers sur pattes, des supports sur pattes, des tables pour lampions rehaussées de croix en bronze ainsi que plusieurs modestes tables de lampions, et la civière funéraire. D'autres œuvres de Pancrace Balangero peuvent être admirées à l'église Saint-Germain d'Outremont et à l'église Saint-Jean-Berchmans où il conçut parmi plusieurs œuvres les saintes tables. Les motifs dessinés varient d'église en église. Les motif de croix, de bronze et de lignes d'art déco caractérisent le travail à l'église Saint-Pierre-Claver.

## Coordonnées
2000, boulevard Saint-Joseph Est Montréal H2H 1E4